# Freno de tambor

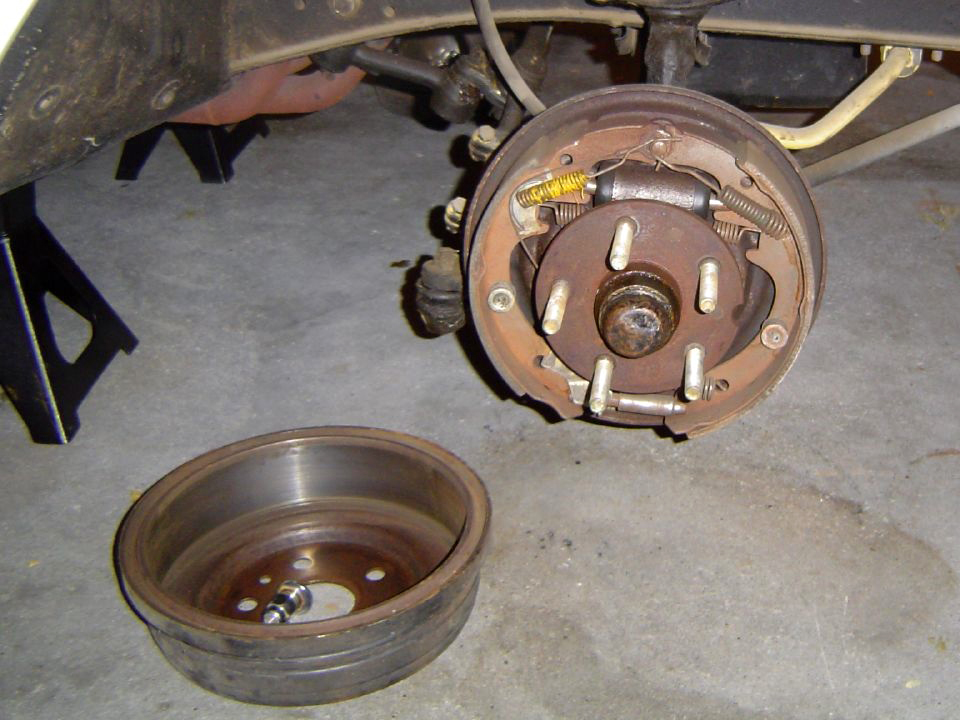
Freno de tambor con el tambor desmontado, según se emplea en las ruedas de coches o camiones

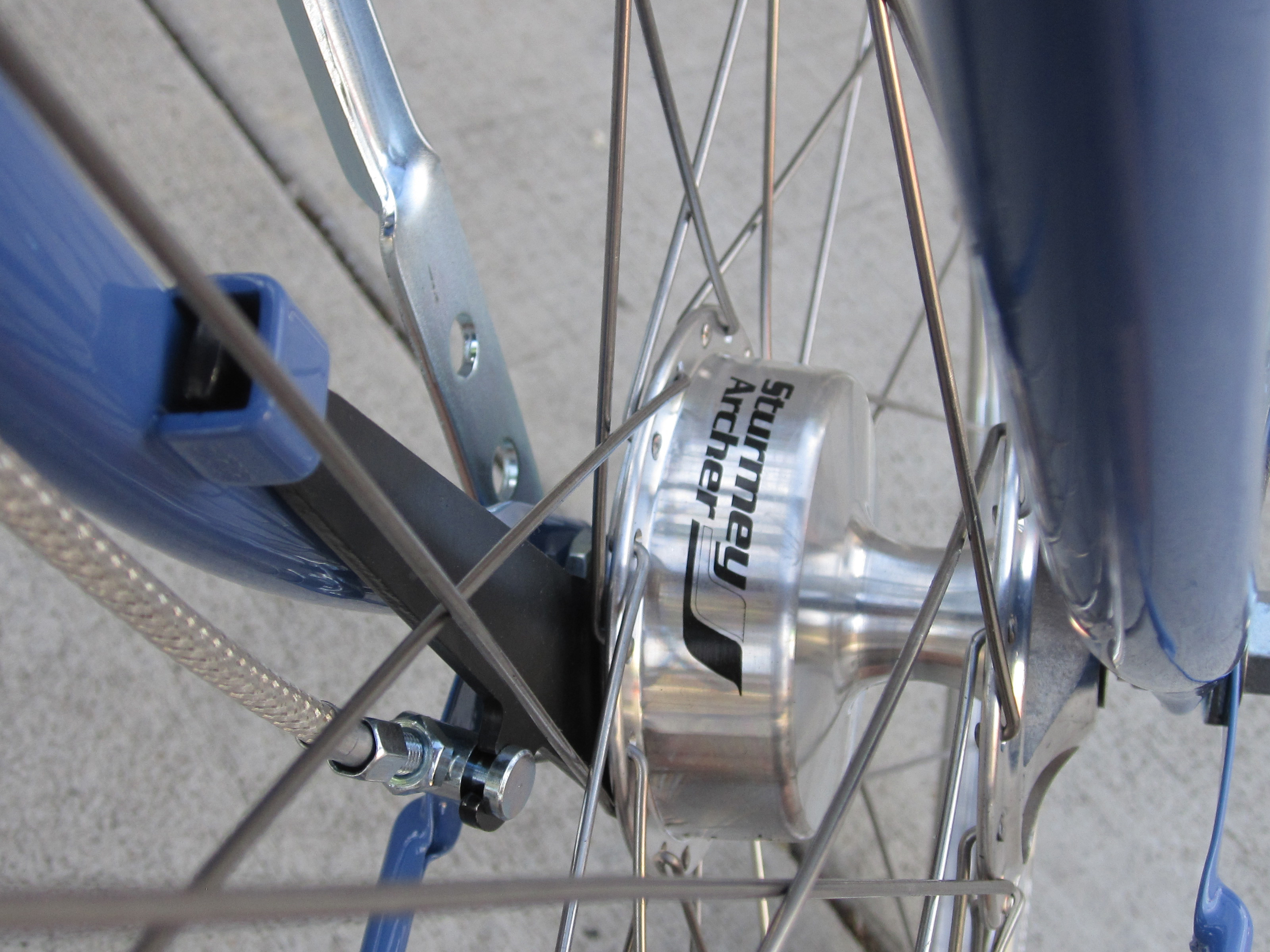
Freno de tambor de bicicleta

El freno de tambor o freno de campana es un tipo de freno en el que la fricción se causa por un par de zapatas que presionan contra la superficie interior de un tambor giratorio, el cual está conectado al eje o la rueda.

## Historia
Los frenos de tambor modernos los inventó Louis Renault en 1902, aunque un tipo de freno similar pero menos sofisticado ya había sido usado por Wilhelm Maybach un año antes. En los primeros diseños las zapatas eran dirigidas mecánicamente; a mediados de los años 1930 se introdujo un sistema hidráulico que usaba un aceite especial, aunque el sistema clásico se siguió utilizando durante décadas en algunos modelos.
Las zapatas eran un elemento que había que ajustar regularmente hasta que en los años 1950 se introdujo un sistema de autoadaptación que hacía innecesario el ajuste manual. En los años 1960 y 1970 se empezó a dejar de fabricar coches con frenos de tambor en el eje delantero. En su lugar se fue introduciendo el freno de disco al igual que en las motos, y actualmente todos los vehículos los incorporan al menos en el eje delantero.

## Componentes
El componente principal es un cilindro llamado tambor, dentro de cual están los demás componentes: las zapatas, el plato y los resortes. 

### Zapatas del freno
Las zapatas (llamadas también "bandas") del freno por lo general están hechas de dos piezas de acero soldadas entre sí. El material de fricción está remachado al revestimiento de la tabla o pegado con adhesivo. La pieza con forma de media luna se llama red y tiene agujeros y ranuras en diferentes formas que sujetan los elementos de reajuste automático, el muelle recuperador, la unión con el freno de parqueo y el soporte de apoyo. Toda la fuerza del cilindro (o bombín) es aplicada a través de la red a la tabla y al revestimiento de frenado. El borde del revestimiento por lo general tiene tres cortes o muescas en forma de "V" llamados plumínes. Los plumínes descansan contra las almohadillas de soporte del plato posterior en el cual las zapatas están instaladas. Cada conjunto de freno tiene dos zapatas, una primaria y otra secundaria. La zapata primaria está ubicada mirando hacia el frente del vehículo y tiene el forro o revestimiento ubicado diferente de la zapata secundaria. Muy a menudo, las dos zapatas son intercambiables, así que una inspección detallada ante cualquier variación es importante.
Los revestimientos deben ser resistentes al calor y al desgaste. También tener un alto coeficiente de fricción que no se afecte por fluctuaciones en temperatura y humedad. Los materiales de los cuales son hechos las zapatas incluyen modificadores de fricción (los cuales pueden incluir grafito y cáscaras de castañas), metales pulverizados —tales como plomo, zinc, bronce, aluminio y otros metales— que resisten los descensos de calor, aglutinantes, agentes de curado y rellenos tales como trozos de goma para disminuir el ruido al frenar.
MECANISMO DE AJUSTE:
TIPOS DE GRADUADORES O TORNILLO DE AJUSTE:
En la actualidad existen dos tipos de graduadores o tornillos de ajuste entre la que encontramos:
- De trinquete: es un tipo de tornillo de ajuste que comúnmente se puede encontrar en cualquier vehículo, esta cuenta con una parte tipo engrane que al girar lograra que la parte donde esta la rosca comience a salir, esta acción hará que se puedan ajustar las zapatas con el tambor de freno;
- De autoajuste: este es otro tipo de tornillo de ajuste, esta cuenta con la diferencia que no debe ser manipulada para ajustar, sino que esta se ajusta conforme se este frenando; este tipo de graduadores no son tan encontrados en los vehículos.

## Funcionamiento
El tambor gira junto con las ruedas. En el momento en que se acciona el freno, unas zapatas son presionadas contra el tambor generando fricción para detener el vehículo.
Este proceso genera calor. Cuando el calor no se disipa rápidamente las balatas o zapatas se sobrecalientan y el freno deja de funcionar. Esto es conocido como cristalización de las balatas.

### Pérdida de eficacia en frenado
La pérdida de eficacia de los frenos se conoce como fadding. El calentamiento excesivo provoca la disminución de adherencia del material empleado en los revestimientos de las zapatas. Una vez se enfría el material recupera sus características. Este fenómeno también se ocasiona cuando el líquido de frenos se vaporiza temporalmente en los bombines debido a su deficiente calidad.

## Ventajas y desventajas
El sistema de frenos de tambor tiene la ventaja de ser muy efectivo, tener un bajo coste y una larga duración. Pero posee el inconveniente de la ventilación. 
Esto se debe a que los frenos de tambor con zapatas internas tienen poca capacidad de disipar el calor generado por la fricción, lo que hace que se sobrecalienten fácilmente. En esos casos, el tambor se deforma por lo que es necesario presionar con más fuerza para obtener una frenada aceptable.
Los frenos de tambor presentan la ventaja de proteger el sistema contra proyecciones de agua, barro, etc.., haciéndoles más idóneos para condiciones de nieve o lluvia, en caminos o carreteras secundarias.
Actualmente, los frenos de tambor se siguen utilizando en los vehículos de gama baja, sobre todo en las ruedas traseras, debido a su menor coste sobre los frenos de disco. También porque los frenos traseros trabajan apenas un 30 por ciento de lo que lo hacen los delanteros. En los vehículos de gran tonelaje, con sistemas de frenado por aire a presión, como los camiones, siguen empleándose por la gran superficie de intercambio de energía por fricción que presentan, mucho mayor que la de una pastilla de disco.

## Rayaduras
Cuando la zapata se desgasta, los remaches que la fijan rozan el tambor y lo rayan, porque el operador del vehículo, generalmente, no tomó las acciones preventivas y periódicas necesarias.